# Resolució 122 del Consell de Seguretat de les Nacions Unides
La Resolució 122 del Consell de Seguretat de les Nacions Unides, aprovada per unanimitat el 24 de gener de 1957, va tractar la disputa entre els governs de l'Índia i Pakistan sobre els territoris de Jammu i Caixmir. Va ser la primera de les tres resolucions de seguretat de 1957 (juntament amb la 123 i 126 per tractar la disputa entre els països. La resolució declara que l'assemblea proposada per la Conferència Nacional de Jammu i Caixmir no podria constituir una solució al problema tal com es defineix a la Resolució 91 del Consell de Seguretat de les Nacions Unides, que havia estat aprovada gairebé sis anys abans.
La resolució 122 va ser aprovada per deu vots contra cap, amb l'abstenció de la Unió Soviètica.